# Pépite Latrobe
Pour les articles homonymes, voir Latrobe.

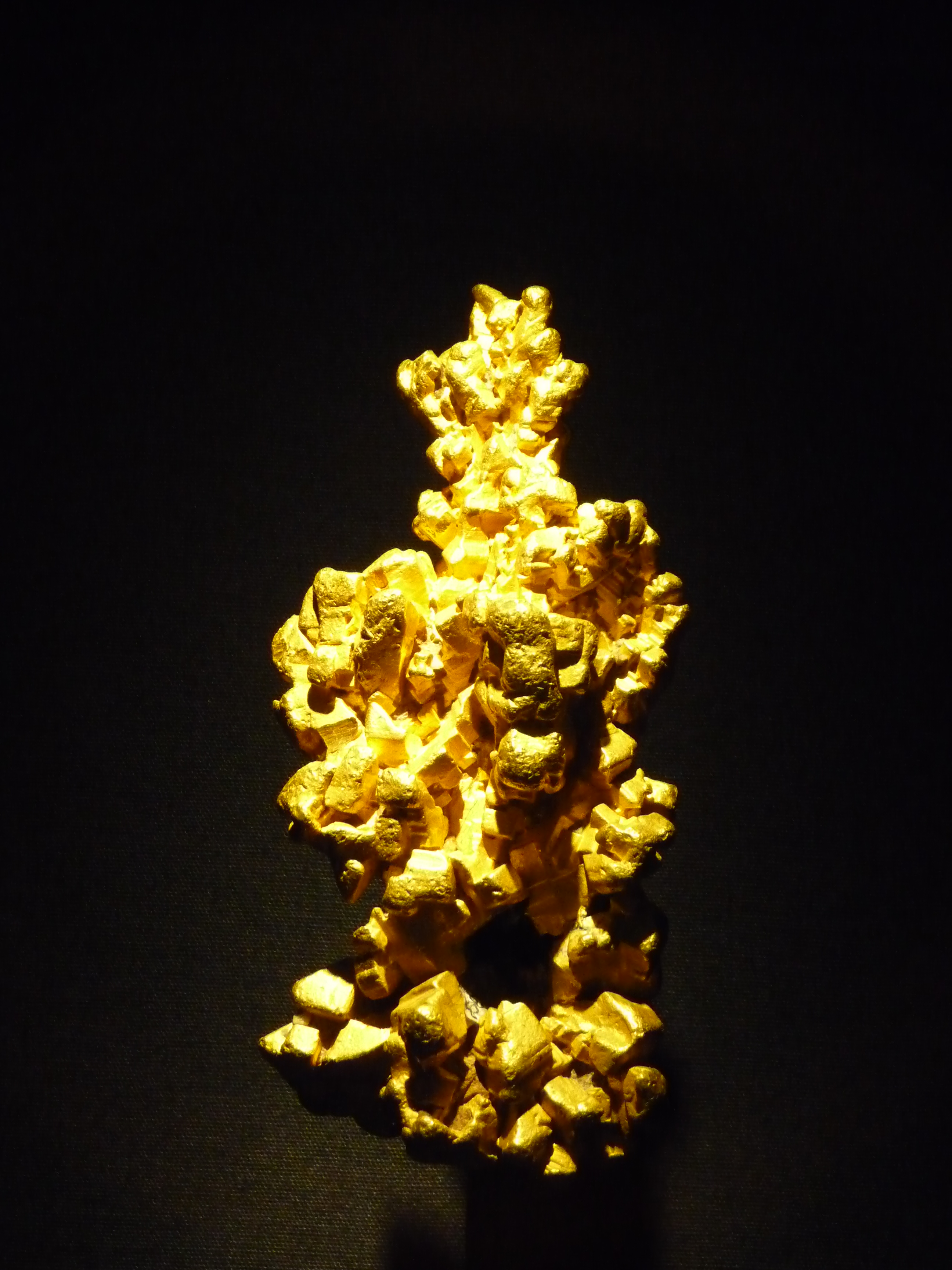
La pépite d'or Latrobe, exposé dans le coffre, au Musée d'histoire naturelle de Londres.

La pépite Latrobe est l'un des plus grands groupes de cristaux d'or cubiques connus dans le monde. Elle est conservée au Musée d'histoire naturelle de Londres. La pépite pèse 717 grammes. Elle fut trouvée au Mont McIvor, dans l’état de Victoria, en Australie le 1er mai 1853 en présence de Charles La Trobe, gouverneur du Victoria, et fut nommée en son honneur.
Naturellement, l'or a une structure cristalline, mais les pépites ayant cette structure sont très rares. Ils nécessitent des conditions spécifiques pour se former, en particulier de l’espace pour se développer. Des cristaux d'or se trouvent dans des cavités de minéraux plus mous tels que les oxydes de fer, où ils ont repoussé le matériau qui les entourait pendant leur croissance. L'or cristallise dans le système cubique, et la variété peut-être la plus courante est l'octaèdre à huit faces, dont la pépite Latrobe est un bon exemple.